# Zilele trădării
Zilele trădării (titlul original: în cehă Dny zrady) este un film dramatic cehoslovac de două serii, realizat în 1973 de regizorul Otakar Vávra, protagoniști fiind actorii Jiří Pleskot, Bohuš Pastorek, Gunnar Möller, Vladimír Stach, Fred Alexander și Jaroslav Radimecký. 
Protagoniștii itorisirii nu sunt doar actorii mari ai scenei politice de la acea vreme, ci sunt și membri ai unei familii fictive din clasa muncitoare din Praga ale căror destine sunt surprinse și în următoarele filme ale lui Vávra, Sokolovo (1974) și Eliberarea orașului Praga (1976).

## Rezumat
Pe 29 martie 1938, liderul sudeților germani Henlein are o întâlnire cu Hitler. Führerul îi ordonă să intensifice presiunea asupra guvernului cehoslovac. Pe 24 aprilie, la Karlsbad, „Sudetendeutsche Partei” (Partidul German al Sudeților) decide asupra a opt revendicări care sunt inacceptabile pentru președintele Cehoslovac, deoarece acestea ar duce în cele din urmă la destrămarea republicii. Beneš încă dă dovadă de o anumită disponibilitate de a negocia, iar pe Henlein îl deranjează acest lucru. Germanii sunt hotărâți să facă imposibile negocierile ulterioare prin incidente și violență. Biroul Politic al Partidului Comunist din Cehoslovacia este hotărât să întărească unitatea poporului pentru apărarea împotriva fascismului. Discursurile provocatoare ale lui Hitler au ca rezultat atacuri deschise asupra puterii de stat cehoslovace, care se soldează cu mai multe vieți. Legea marțială trebuie să fie declarată în zonele de frontieră. În lunile următoare, politicienii britanici și francezi negociază pentru că guvernele lor nu sunt dispuse să riște războiul de dragul unei țări mici. Aceștia ajung să facă presiuni puternice asupra președintelui pentru a ceda zonele de graniță, Sudeții, germanilor. Beneš recunoaște cu amărăciune trădarea foștilor aliați, dar nu apelează la Uniunea Sovietică pentru ajutor, în ciuda recomandărilor Partidului Comunist.
Pe 22 septembrie, muncitorii declanșează o grevă generală și organizează un miting în fața Parlamentului, în timp ce în interiorul Parlamentului deputatul Klement Gottwald face un discurs în care cheamă la rezistență. Chamberlain poartă noi negocieri cu Hitler, care cere cedarea imediată a Sudeților către Reich. Comandamentul suprem al armatei cehoslovace trimite unități blindate în zonele amenințate. Ambasadorul britanic îl sfătuiește pe Beneš să ordone mobilizarea, iar aceasta este întâmpinată cu un entuziasm copleșitor. Anglia și Franța continuă să negocieze cu Hitler și să cedeze cererilor sale...

## Distribuție
- Jiří Pleskot – Edvard Beneš, președintele
- Bohuš Pastorek – Klement Gottwald, deputatul pentru KSČ
- Gunnar Möller – Adolf Hitler, cancelarul Reichului
- Jaroslav Radimecký – Neville Chamberlain, premierul britanic
- Martin Gregor – Edouard Daladier, premierul francez
- Bořivoj Navrátil – Serghei S. Aleksandrovski, trimis sovietic
- Otakar Brousek – Georges Bonnet, ministrul francez de externe
- Josef Langmiler – Alfred Duff Cooper, lordul amiral
- Rudolf Krátký – ambasador dr. Paul Schmidt, interpretul lui Hitler
- Günther Zschieschow – Karl Hermann Frank, deputat pentru partidul german din Sudeți
- Fred Alexander – Joseph Goebbels, ministrul Reichului al Educației și Propagandei
- Rudolf Jurda – mareșalul Hermann Göring, comandantul aviației militare, Luftwaffe
- Čestmír Řanda – Frank Ashton Gwatkin, un membru al misiunii lui Runciman
- Werner Ehrlicher – Konrad Henlein, liderul partidului german din Sudeți
- Vladimír Šmeral – Milan Hondža, prim-ministrul guvernului cehoslovac
- Jaroslav Rozsíval – Antonín Horák, industriaș din Cehoslovacia
- Jaromír Hanzlík – soldatul Jiří Horák, fiul lui Antonín
- Jiří Krampol – Karel Horák, corespondent al Republicii Polone
- Vítězslav Jandák – ucenicul Standa, fiul cel mic al lui Horák
- Jaroslava Tichá – Bozena, soția lui Antonín Horák
- Renáta Doleželová – Anka Kadlecová, muncitoare
- Wilhelm Koch-Hooge – generalul colonel Wilhelm Keitel
- Gustav Nezval – Kamil Krofta, ministrul de externe
- Jiří Dušek – Victor Léopold de Lacroix, ambasadorul Franței
- Vladimír Pavlar – Jan Masaryk, ambasadorul cehoslovac în Marea Britanie
- Vladislav Strželčik – Maxim M. Litvinov, Comisarul Poporului pentru Afaceri Externe al URSS
- Ota Sklenčka – Vojtěch Mastný, ambasadorul Cehoslovaciei în Germania
- Vladimír Stach – Benito Mussolini, premierul italian
- Svatopluk Beneš – trimisul britanic Basil Cochrane Newton
- Jaroslav Raušer – dr. Jaroslav Preiss, directorul băncii Živnostenská
- Vladimír Salač – ambasador dr. Jaromír Smutný, șeful biroului prezidențial
- Michal Dočolomanský – deputat Jan Šverma, redactor-șef la „Rudého práva”
- Ladislav Lakomý – Eduard Urx, redactor la „Rudého práva”
- Milan Riehs – Bernardo Attolico, ambasadorul Italiei în Germania
- Vladimír Hlavatý – Maurice Gustave Gamelin, șeful Statului Major francez
- Gerhard Rachold – generalul Ludwig Beck, șeful Statului Major al Armatei
- Werner Wieland – generálplukovník Walther von Brauchitsch
- Jan Schánilec – Galeazzo Ciano hrabě di Cortellazzo, ministr zahraničí

## Premii și nominalizări
- 1973 – Festivalul Internațional de Film de la Moscova – Diploma juriului;
- 1973 – Premiile Oscar
  - nominalizat de Cehoslovacia ca intrare la categoria Cel mai bun film străin dar nu a fost acceptat pentru nominalizare;
- 1973 – Premiul Antonin Zapotocki acordat scenaristului filmului, Miloslav Fabera;
- 1974 – Al 12-lea Festival de Film Ceh și Slovac de la Nitra – Premiul Special al Comitetului Festivalului
- 1977 – Premiul de stat „Klement Gottwald” pentru trilogia de film - regizorul Otakar Vavra și scenaristul Miloslav Fabera.